# (212500) Robertojoppolo
(212500) Robertojoppolo est un astéroïde de la ceinture principale.

## Description
(212500) Robertojoppolo est un astéroïde de la ceinture principale. Il fut découvert le 4 septembre 2006 à Vallemare Borbona par Vincenzo Silvano Casulli. Il présente une orbite caractérisée par un demi-grand axe de 2,63 UA, une excentricité de 0,19 et une inclinaison de 7,9° par rapport à l'écliptique.